# 京都府道81号八幡宇治線
京都府道81号八幡宇治線（きょうとふどう81ごう やわたうじせん）は、京都府八幡市から同府宇治市に至る主要地方道に指定された府道である。

## 概要
幾つもの幹線道路と交わり、ラッシュ時には混雑する。

### 路線データ
- 起点 : 京都府八幡市（八幡＝京都府道13号京都守口線交点）
- 終点 : 京都府宇治市（神明石塚＝京都府道15号宇治淀線交点）
- 重要な経過地 : 京都府久世郡久御山町

## 歴史
- 1959年（昭和34年）認定。
- 1993年（平成5年）5月11日 - 建設省（当時）が府道八幡宇治線を八幡宇治線（八幡市 - 宇治市）として主要地方道に指定[1]。
- 1994年（平成6年）、京都府が主要地方道に認定、整理番号を81とする。

## 路線状況

### 重複区間
- 京都府道15号宇治淀線（久世郡久御山町北川顔 地内）
- 国道478号（久世郡久御山町北川顔 - 久世郡久御山町中島南城・中島口交差点）
- 京都府道69号城陽宇治線（小倉西山交差点 - 宇治市伊勢田町大谷・伊勢田町大谷交差点）

## 地理

### 通過する自治体
- 京都府
  - 八幡市 - 京都市（伏見区） - 八幡市 - 久世郡久御山町 - 宇治市

### 交差する道路
- 京都府道13号京都守口線（八幡市、起点）
- 京都府道15号宇治淀線（久世郡久御山町北川顔）
- 京滋バイパス 久御山淀IC・国道478号・京都府道15号宇治淀線（久世郡久御山町北川顔）
- 国道478号（久世郡久御山町中島南城・中島口交差点）
- 国道1号 京阪国道（久世郡久御山町森村東・久御山森交差点）
- 国道1号（第二京阪道路一般部分）（久世郡久御山町市田鈴間・市田交差点）
- 国道24号 大久保バイパス（宇治市伊勢田町浮面・宇治安田交差点）
- 京都府道69号城陽宇治線（宇治市小倉町西山・小倉西山交差点）
- 京都府道69号城陽宇治線（宇治市伊勢田町大谷・伊勢田町大谷交差点）
- 京都府道15号宇治淀線（宇治市神明石塚、終点）

### 沿線
- 御牧郵便局
- 大藤神社
- 久御山南病院
- 玉田神社
- 山崎パン 久御山工場
- 宇治市立西小倉中学校
- 宇治伊勢田郵便局
- 宇治市立小倉小学校
- 宇治南陵郵便局
- 宇治市立神明小学校